# Tanjung Mas Makmur
Tanjung Mas Makmur is een bestuurslaag in het regentschap Mesuji van de provincie Lampung, Indonesië. Tanjung Mas Makmur telt 2890 inwoners (volkstelling 2010).